# Lars Eriksson
Lars Rickard „Lasse“ Eriksson (* 21. září 1965, Stockholm) je bývalý švédský fotbalista, brankář. Se švédskou reprezentací získal bronz na mistrovství Evropy v roce 1992 a taktéž bronzovou medaili si přivezl z mistrovství světa v roce 1994. Zúčastnil se také mistrovství světa v roce 1990 a olympijských her v Soulu roku 1988. Za národní tým nastupoval v letech 1988–1995 a odchytal 17 utkání. Obvykle byl v reprezentaci náhradníkem Thomasem Ravelliho, ale odchytal celý šampionát roku 1994. Hrál za Hammarby IF (1986–1989, 1998–2001), IFK Norrköping (1989–1995), Charleroi (1995–1996) a FC Porto (1996–1998). Dvakrát se stal mistrem Švédska, jednou s Norrköpingem (1989), jednou s Hammarby (2001). S Portem se stal čtyřikrát mistrem Portugalska (1994–95, 1995–96, 1996–97, 1997–98). V letech 2009-2016 byl trenér brankářů u švédské reprezentace.